# Vela ai Giochi della X Olimpiade - Star
La competizione della categoria Star  di vela ai Giochi della X Olimpiade si è svolta nei giorni 5 al 12 agosto 1932 al Porto di Los Angeles.

## Partecipanti
| Nazione       | Barca        | Equipaggio                            |
| ------------- | ------------ | ------------------------------------- |
| Canada        | Windor       | Henry Simmonds, Harry Wylie           |
| Francia       | Tramontane   | Jean Peytel, Jean-Jacques Herbulot    |
| Gran Bretagna | Joy          | George Colin Ratsey, Peter Jaffe      |
| Paesi Bassi   | Holland      | Jan Maas, Bob Maas                    |
| Stati Uniti   | Jupiter      | Andrew Libano, Gilbert Gray           |
| Sudafrica     | Springbok    | Arent van Soelen, Cecil Goodricke     |
| Svezia        | Swedish Star | Daniel Sundén-Cullberg, Gunnar Asther |

## Risultati
| Regata 1 5 agosto | Regata 1 5 agosto | Regata 1 5 agosto | Regata 1 5 agosto | Regata 2 6 agosto | Regata 2 6 agosto | Regata 2 6 agosto | Regata 2 6 agosto | Regata 3 7 agosto | Regata 3 7 agosto | Regata 3 7 agosto | Regata 3 7 agosto |
| Pos.              | Nazione           | Tempo             | Punti             | Pos.              | Nazione           | Tempo             | Punti             | Pos.              | Nazione           | Tempo             | Punti             |
| ----------------- | ----------------- | ----------------- | ----------------- | ----------------- | ----------------- | ----------------- | ----------------- | ----------------- | ----------------- | ----------------- | ----------------- |
| 1                 | Stati Uniti       | 2-38:42           | 7                 | 1                 | Sudafrica         | 2-01:23           | 7                 | 1                 | Stati Uniti       | 1-55:41           | 7                 |
| 2                 | Gran Bretagna     | 2-43:42           | 6                 | 2                 | Francia           | 2-01:40           | 6                 | 2                 | Canada            | 2-00:36           | 6                 |
| 3                 | Svezia            | 2-49:42           | 5                 | 3                 | Stati Uniti       | 2-01:42           | 5                 | 3                 | Francia           | 2-01:15           | 5                 |
| 4                 | Paesi Bassi       | 3-00:36           | 4                 | 4                 | Gran Bretagna     | 2-01:51           | 4                 | 4                 | Gran Bretagna     | 2-05:55           | 4                 |
| 5                 | Canada            | 3-06:30           | 3                 | 5                 | Canada            | 2-02:34           | 3                 | 5                 | Svezia            | 2-06:21           | 3                 |
| DNF               | Francia           | -                 | 0                 | 6'                | Paesi Bassi       | 2-03:25           | 2                 | 6'                | Paesi Bassi       | 2-20:47           | 2                 |
| DNF               | Sudafrica         | -                 | 0                 | 7'                | Svezia            | 2-13:50           | 1                 | DNF               | Sudafrica         | -                 | 0                 |

| Regata 4 8 agosto | Regata 4 8 agosto | Regata 4 8 agosto | Regata 4 8 agosto | Regata 5 9 agosto | Regata 5 9 agosto | Regata 5 9 agosto | Regata 5 9 agosto | Regata 6 10 agosto | Regata 6 10 agosto | Regata 6 10 agosto | Regata 6 10 agosto |
| Pos.              | Nazione           | Tempo             | Punti             | Pos.              | Nazione           | Tempo             | Punti             | Pos.               | Nazione            | Tempo              | Punti              |
| ----------------- | ----------------- | ----------------- | ----------------- | ----------------- | ----------------- | ----------------- | ----------------- | ------------------ | ------------------ | ------------------ | ------------------ |
| 1                 | Stati Uniti       | 2-00:27           | 7                 | 1                 | Stati Uniti       | 2-36:37           | 7                 | 1                  | Gran Bretagna      | 1-33:17            | 7                  |
| 2                 | Canada            | 2-02:47           | 6                 | 2                 | Francia           | 2-36:48           | 6                 | 2                  | Stati Uniti        | 1-33:31            | 6                  |
| 3                 | Francia           | 2-05:25           | 5                 | 3                 | Gran Bretagna     | 2-38:06           | 5                 | 3                  | Svezia             | 1-36:06            | 5                  |
| 4                 | Gran Bretagna     | 2-06:57           | 4                 | 4                 | Svezia            | 2-40:06           | 4                 | 4                  | Canada             | 1-38:18            | 4                  |
| 5                 | Svezia            | 2-09:13           | 3                 | 5                 | Paesi Bassi       | 2-43:09           | 3                 | 5                  | Paesi Bassi        | 1-40:40            | 3                  |
| DNF               | Paesi Bassi       | -                 | 0                 | 6'                | Canada            | 2-49:35           | 2                 | DQ                 | Francia            | -                  | 0                  |
| DNF               | Sudafrica         | -                 | 0                 | DNF               | Sudafrica         | -                 | 0                 | DNF                | Sudafrica          | -                  | 0                  |

| Regata 7 11 agosto | Regata 7 11 agosto | Regata 7 11 agosto | Regata 7 11 agosto | Spareggio 12 agosto | Spareggio 12 agosto | Spareggio 12 agosto | Spareggio 12 agosto |
| Pos.               | Nazione            | Tempo              | Punti              | Pos.                | Nazione             | Tempo               | Punti               |
| ------------------ | ------------------ | ------------------ | ------------------ | ------------------- | ------------------- | ------------------- | ------------------- |
| 1                  | Stati Uniti        | 1-10:11            | 7                  | 1                   | Svezia              | -                   | 1                   |
| 2                  | Svezia             | 1-10:39            | 6                  | DNS                 | Canada              | -                   | 0                   |
| 3                  | Gran Bretagna      | 1-16:33            | 5                  |                     |                     |                     |                     |
| 4                  | Francia            | 1-16:34            | 4                  |                     |                     |                     |                     |
| 5                  | Canada             | 1-17:07            | 3                  |                     |                     |                     |                     |
| DNF                | Paesi Bassi        | -                  | 0                  |                     |                     |                     |                     |
| DNS                | Sudafrica          | -                  | 0                  |                     |                     |                     |                     |

## Classifica finale
| Pos.    | Nazione       | Barca        | Equipaggio                            | Punti Totali | Punti ottenuti nelle regate | Punti ottenuti nelle regate | Punti ottenuti nelle regate | Punti ottenuti nelle regate | Punti ottenuti nelle regate | Punti ottenuti nelle regate | Punti ottenuti nelle regate | Punti ottenuti nelle regate |
| Pos.    | Nazione       | Barca        | Equipaggio                            | Punti Totali | 1                           | 2                           | 3                           | 4                           | 5                           | 6                           | 7                           | S                           |
| ------- | ------------- | ------------ | ------------------------------------- | ------------ | --------------------------- | --------------------------- | --------------------------- | --------------------------- | --------------------------- | --------------------------- | --------------------------- | --------------------------- |
| Oro     | Stati Uniti   | Jupiter      | Andrew Libano, Gilbert Gray           | 46           | 7                           | 5                           | 7                           | 7                           | 7                           | 6                           | 7                           |                             |
| Argento | Gran Bretagna | Joy          | George Colin Ratsey, Peter Jaffe      | 35           | 6                           | 4                           | 4                           | 4                           | 5                           | 7                           | 5                           |                             |
| Bronzo  | Svezia        | Swedish Star | Daniel Sundén-Cullberg, Gunnar Asther | 28           | 5                           | 1                           | 3                           | 3                           | 4                           | 5                           | 6                           | 1                           |
| 4       | Canada        | Windor       | Henry Simmonds, Harry Wylie           | 27           | 3                           | 3                           | 6                           | 6                           | 2                           | 4                           | 3                           | 0                           |
| 5       | Francia       | Tramontane   | Jean Peytel, Jean-Jacques Herbulot    | 26           | 0                           | 6                           | 5                           | 5                           | 6                           | 0                           | 4                           |                             |
| 6       | Paesi Bassi   | Holland      | Jan Maas, Bob Maas                    | 14           | 4                           | 2                           | 2                           | 0                           | 3                           | 3                           | 0                           |                             |
| 7       | Sudafrica     | Springbok    | Arent van Soelen, Cecil Goodricke     | 7            | 0                           | 7                           | 0                           | 0                           | 0                           | 0                           | 0                           |                             |